# Burzaco
Burzaco is een plaats in het Argentijnse bestuurlijke gebied Almirante Brown in de provincie Buenos Aires. De plaats telt 86.113 inwoners.

## Sport
Burzaco was gastheer van het Pan-Amerikaans kampioenschap handbal mannen 2012.